# Karlskrona stads spårvägar

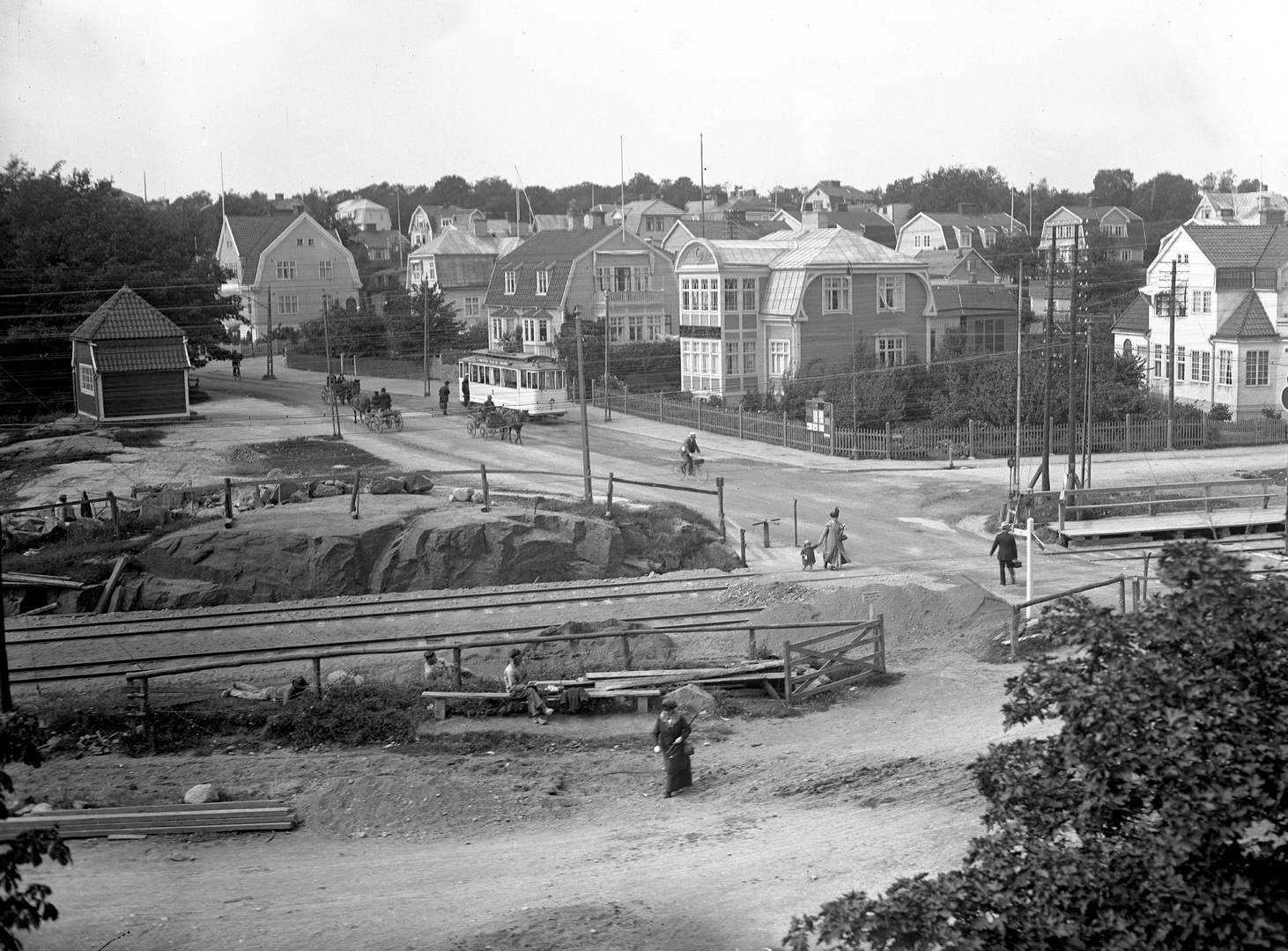
Spårvägen vid Bergåsa järnvägshållplats cirka 1920.

Karlskrona stads spårvägar (KSS) startades i privat regi år 1910 som Karlskrona spårvägar och kommunaliserades år 1917. Man bedrev elektrisk spårvägstrafik med blå spårvagnar på en linje som sträckte sig från dåvarande Örlogsvarvet (nuvarande Karlskronavarvet) och Amiralitetsgatan i söder förbi Hoglands park till Bergåsa i norr. Ursprungligen fanns också planer på att anlägga en ringlinje på Trossö, men detta kunde ej förverkligas p.g.a. backarna i staden och inte minst svag driftsekonomi. Den befintliga linjen förblev oförändrad fram till nedläggningen år 1949 då den ersattes med busstrafik. Karaktäristiskt för spårvägen i Karlskrona var att den hade att kämpa mot en dålig ekonomi och att spår- och vagnsunderhållet var eftersatt.
Vagnhallen var belägen i Gräsvik.